# Rotte (Fluss)

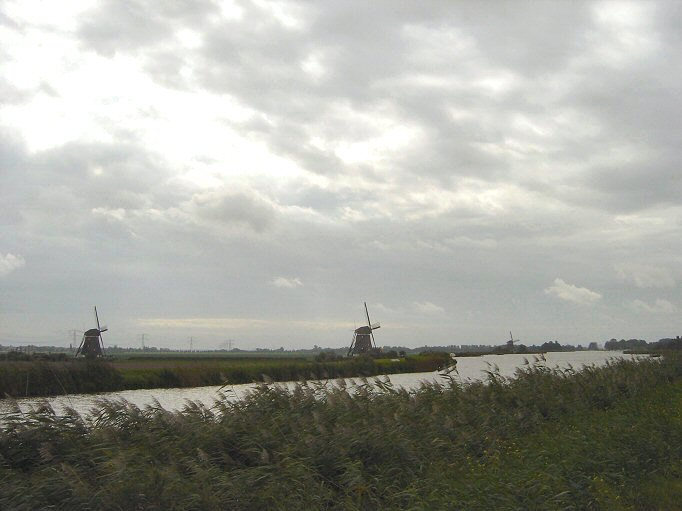
Rotte bei Bleiswijk

Die Rotte ist ein Fluss im Rhein-Maas-Delta, der bei Moerkapelle in den Niederlanden entspringt, an Bleiswijk und Bergschenhoek durch das sogenannte Groene Hart vorbeifließt und in Rotterdam in die Nieuwe Maas mündet. Die Rotte ist der Namensgeber der Stadt Rotterdam, die im 14. Jahrhundert gegründet wurde, als ein Damm am Fluss errichtet wurde. 
Die Rotte fließt dabei am Dorf Hillegersberg vorbei, das auf einer Sanddüne liegt und so eine der wenigen Stellen dieser Marschlandschaft ist, die schon vor dem organisierten Deichbau dauerhaft besiedelt werden konnten. Auf dem Friedhof befinden sich die Ruinen einer Burg aus dem 13. Jahrhundert, deren ursprünglicher Bau wahrscheinlich bis in Zeiten des römischen Reiches zurückreicht. 
Am Stadtrand von Rotterdam fließt die Rotte mit dem Crosswijkesingel zusammen, dort findet sich das alte Fabrikgebäude der Heineken-Brauerei, die sich auf aufgrund des Bemühens von Lodewijk Pincoffs zeitweise in der Stadt ansiedelte.
Die Binnenrotte, der Teil des Flusses im Rotterdamer Stadtgebiet, musste zwischen 1869 und 1871 dem Bau des Luchtspoor, einer Eisenbahnstrecke, weichen. Seitdem floss sie über den Stokvisverlaat, den Delftse Vaart und den Vlasmarktsluis in den Leuvehaven. Als die Luftwaffe die Stadt 1940 bombardierte, wurde auch diese Verbindung beschädigt. Noch im Zweiten Weltkrieg allerdings ließ der Stadtplaner Willem Gerrit Witteveen eine neue Verbindung am Leuvehaven anlegen. Für den Binnenwasserverkehr spielte sie allerdings seit dem Zweiten Weltkrieg keine Rolle mehr.  
Der Bau der Ost-West-Linie der Metro Rotterdam unterbrach die direkte Verbindung zwischen Rotte und Nieuwe Maas. Seitdem wird das Wasser des Flusses durch einen unterirdischen Kanal am Oostplein geführt.
Obwohl die Eisenbahn seit 1993 nicht mehr das Gebiet der Rotte benutzt, scheiterten Pläne, das alte Flussbett wieder auszubaggern und mit Wasser zu füllen. Stattdessen befindet sich dort heute ein Veranstaltungsgelände, auf dem beispielsweise Märkte und Ähnliches stattfinden. Der ehemalige Damm befand sich dort, wo heute die Hoogstraat die Binnenrotte kreuzt. 

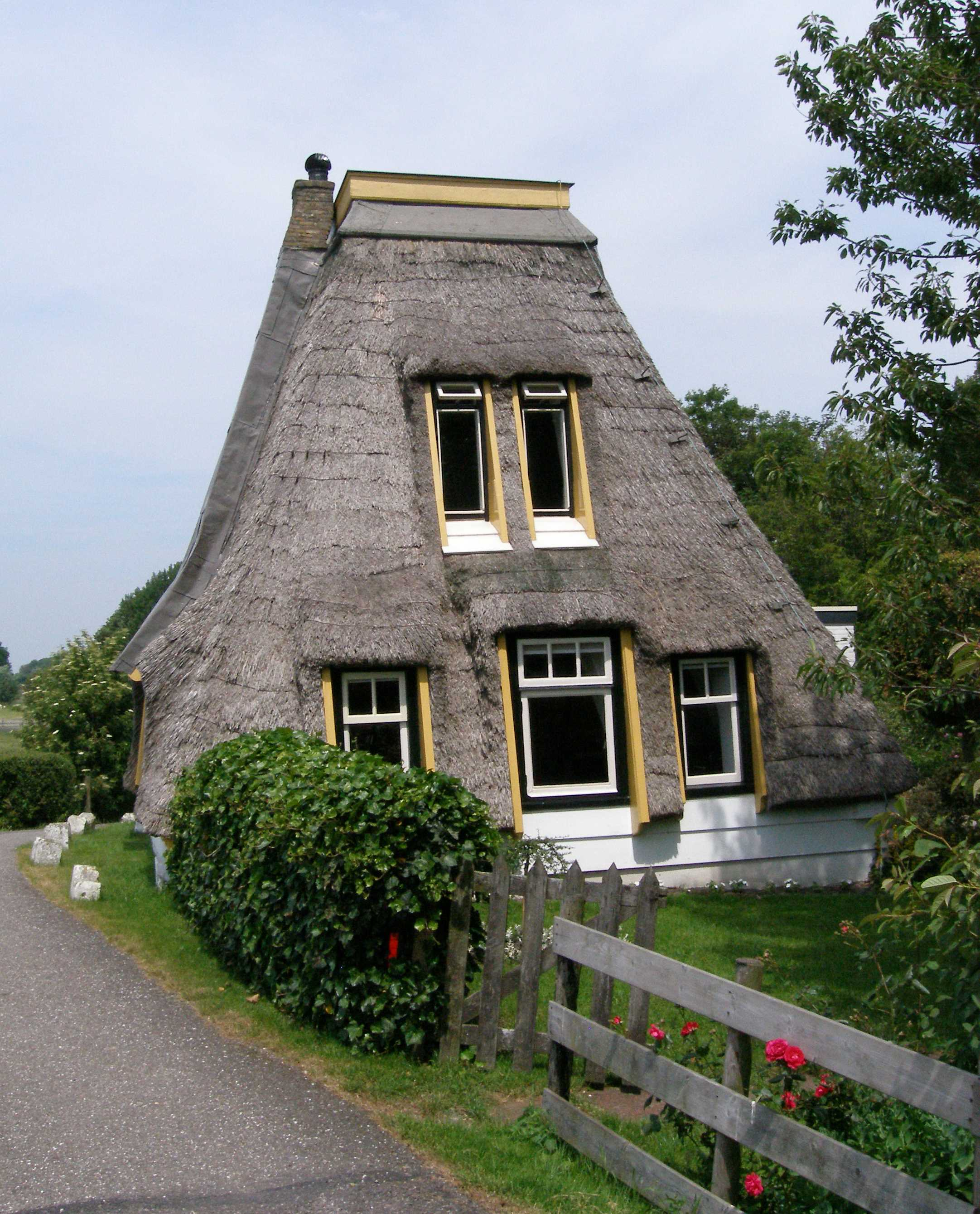
Ehemalige Windmühle „De Oorsprong“ an der Rottequelle
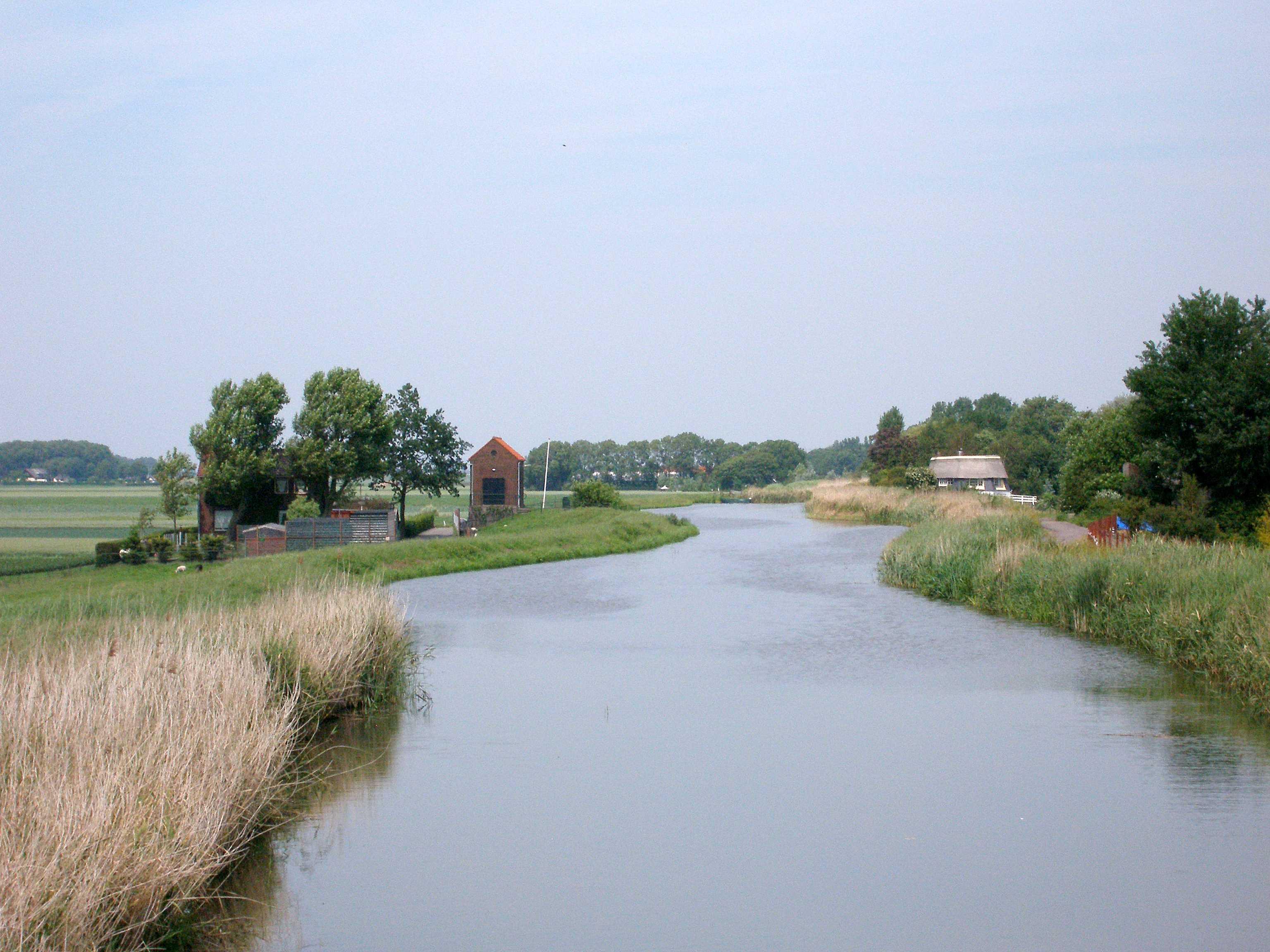
Die ersten Meter der Rotte aus Sicht der Mühle
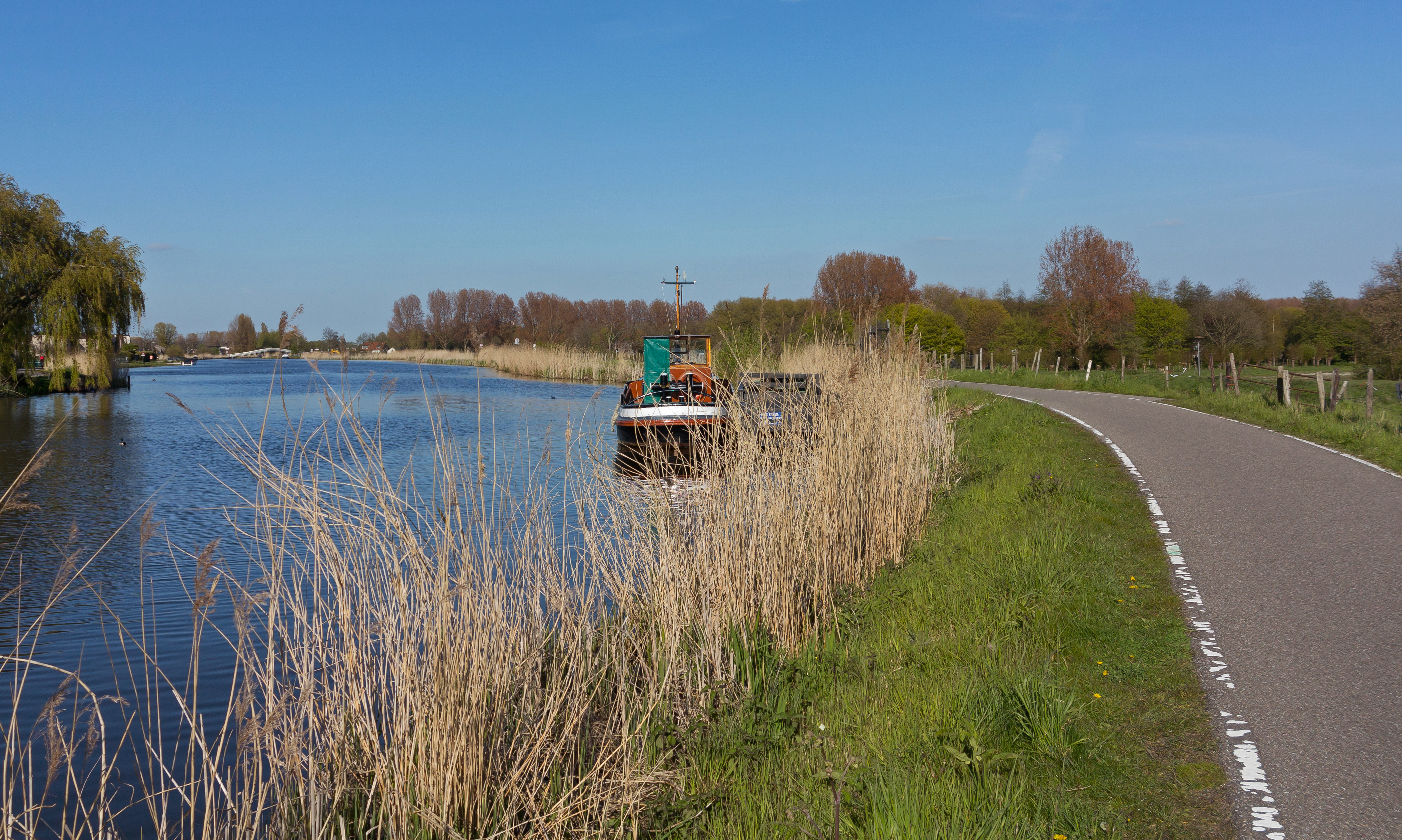
Die Rotte bei Prins Alexander
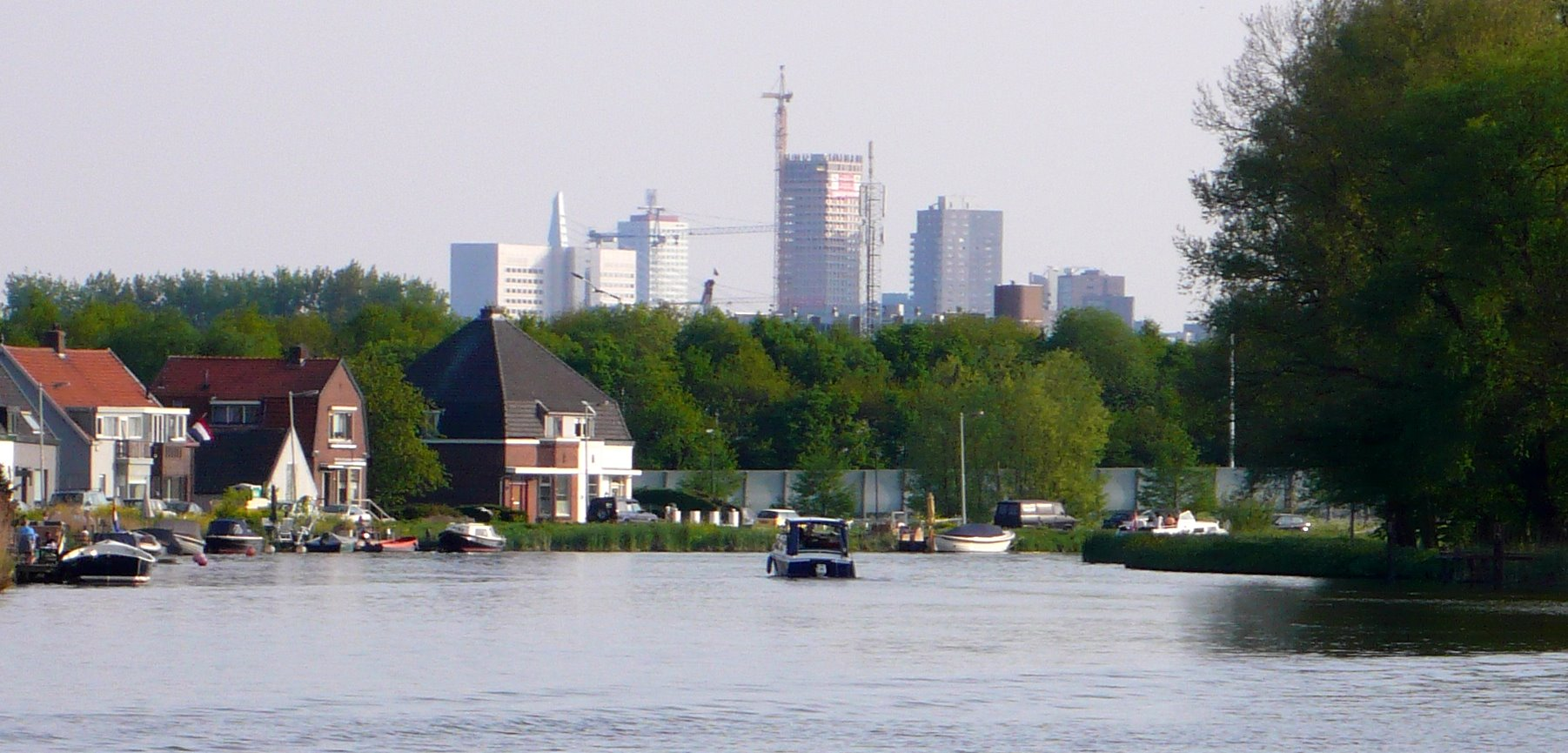
Die Rotte in der Nähe von Rotterdam